# Pardosa agrestis
Pardosa agrestis este o specie de păianjeni din genul Pardosa, familia Lycosidae. A fost descrisă pentru prima dată de Westring, 1861. Conține o singură subspecie: P. a. purbeckensis.